# Bucinna obagitalis
Bucinna obagitalis là một loài bướm đêm trong họ Noctuidae.